# Syrrhoites pacificus
Syrrhoites pacificus är en kräftdjursart som beskrevs av Kenneth M. Nagata 1965. Syrrhoites pacificus ingår i släktet Syrrhoites och familjen Synopiidae. Inga underarter finns listade i Catalogue of Life.